# Bartolino de Padua
Bartolino de Padua, también conocido como Bartolino da Padova o Magister Frater Bartolinus de Padua, (fl. c. 1365 – c. 1405) fue un compositor italiano de finales del siglo XIV. Fue uno de los representantes de la época estilística conocida como Trecento, a veces denominado "ars nova italiano", que es el período de transición entre la música de la Edad Media y la música del Renacimiento en Italia.

## Vida
Sobre su vida apenas se conoce algo con certeza, pero se pueden deducir algunos datos a partir de su producción musical. Probablemente era de Padua y perteneció a la orden de los Carmelitas, ya que en el Codex Squarcialupi aparece un retrato suyo en el que está usando la vestimenta de dicha orden. Se cree que trabajó al servicio de la familia Carrara, puesto que hay referencias a ellos en su música. Existe la posibilidad de que pasase un tiempo en Florencia alrededor de 1389 o 1390. Las referencias a la familia Visconti en su música se han interpretado de diversas maneras: algunos autores han sugerido que estaba lejos de Padua y pudo haber estado trabajando para Gian Galeazzo Visconti durante el período de su campaña de conquista en el norte de Italia, que incluyó a Padua. Mientras que otros estudiosos más recientes han tratado de refutar esta hipótesis, sugiriendo que las referencias pueden ser satíricas o en apoyo de la familia Carrara.

## Obra
El Codex Squarcialupi es la fuente más extensa de música italiana del siglo XIV y contiene 37 piezas de Bartolino. Hay algunas otras fuentes que también contienen obras suyas. La presencia de su música en las fuentes deja constancia de la gran difusión que alcanzó, lo cual indica su alta reputación.
La música de Bartolino, a diferencia de su contemporáneo Francesco Landini, muestra poca influencia del ars nova francés. Sus 27 ballate son casi todas dúos vocales, que era la moda italiana. Por su parte, los compositores franceses de la época solían escribirlas como una sola línea vocal con una o dos voces a modo de acompañamiento instrumental.
Se conservan once de los madrigales de Bartolino, que al igual que las ballate, son en su mayoría a dos voces. Sin embargo, hay dos piezas escritas para tres voces y una de ellas -La fiera testa- tiene un texto macarrónico que es trilingüe: una estrofa en italiano, otra estrofa en latín y la sección final del ritornello en francés. Esta práctica era común en la alta Edad Media, pero ya no era habitual a finales del siglo XIV.

## Discografía
- 1999 – The Saracen and the Dove. Orlando Consort (Deutsche Grammophon)  (Obras de Caserta, Ciconia, Padova y Teramo)
- 2005 – O tu cara sciença mia musica. Works from the Squarcialupi Codex. Ensemble Tetraktys (Olive Music)